# 川村明廣
川村 明廣（かわむら あきひろ）は、日本のアニメプロデューサー。ワーナー ブラザース ジャパン合同会社エグゼクティブディレクター 上席執行役員 アニメプロダクション統括。

## 経歴
ジェネオン・ユニバーサル・エンターテイメントジャパンを経て、2011年にワーナー エンターテイメント ジャパンに移籍。

## エピソード
2001年にパイオニアLDCが発売した『あずまんが2』のラジオCMに当時小学生の自分の娘をMCとして起用したこともある。

## 作品一覧

### テレビアニメ
1998年
- serial experiments lain - エクゼクティブプロデューサー
- 時空探偵ゲンシクン - 音楽プロデューサー
- 聖ルミナス女学院 - 企画

1999年
- 菜々子解体診書 - エクゼクティブプロデューサー

2000年
- HAND MAID メイ - 企画

2001年
- 新白雪姫伝説プリーティア - エクゼクティブプロデューサー
- The Soul Taker 〜魂狩〜 - 企画
- あぃまぃみぃ!ストロベリー・エッグ - 企画
- まほろまてぃっく - 企画
- HELLSING - 企画

2002年
- ちょびっツ - 企画
- ぷちぷり*ユーシィ - 企画
- 藍より青し - 企画
- まほろまてぃっく〜もっと美しいもの〜 - 企画

2003年
- L/R -Licensed by Royal- - エグゼクティブ・プロデューサー
- 魔法遣いに大切なこと - 企画
- ガンパレード・マーチ 〜新たなる行軍歌〜 - 企画
- TEXHNOLYZE - エクゼクティブ・プロデューサー
- おもいっきり科学アドベンチャー そーなんだ! - エクゼクティブプロデューサー
- PEACE MAKER 鐵 - 企画
- 真月譚 月姫 - 企画
- 藍より青し〜緑〜 - 企画

2004年
- マリア様がみてる - 企画
- BURN-UP SCRAMBLE - 企画
- 恋風 - エグゼクティブ・プロデューサー
- 月は東に日は西に 〜Operation Sanctuary〜 - 企画
- Wind -a breath of heart- - 企画
- 神無月の巫女 - 企画
- ToHeart 〜Remember my Memories〜 - 企画
- 吟遊黙示録マイネリーベ - 製作委員会

2005年
- まじかるカナン - 企画
- スターシップ・オペレーターズ - 製作委員会
- こみっくパーティーRevolution - 企画
- エレメンタル ジェレイド - 企画
- あかほり外道アワーらぶげ - 企画
- 苺ましまろ - 企画
- ToHeart2 - エグゼクティブプロデューサー
- アニマル横町 - アソシエイトプロデューサー
- 灼眼のシャナ - 企画

2006年
- 吟遊黙示録マイネリーベwieder - 企画
- Ergo Proxy - 企画
- 学園ヘヴン BOY'S LOVE HYPER! - エグゼクティブプロデューサー
- この醜くも美しい世界 - 企画
- Soul Link - エグゼクティブ プロデューサー
- 女子高生 GIRL'S-HIGH - 製作
- ひぐらしのなく頃に - 企画
- 魔界戦記ディスガイア - 企画
- 西の善き魔女 Astraea Testament - エグゼクティブプロデューサー
- BLACK LAGOON - 企画
- 無敵看板娘 - 企画
- BLACK LAGOON The Second Barrage - 企画
- 少年陰陽師 - 企画
- 武装錬金 - 企画

2007年
- 京四郎と永遠の空 - 企画
- ハヤテのごとく! - 製作委員会
- 精霊の守り人 - 企画
- ななついろ★ドロップス - 企画
- スカイガールズ - 企画
- ひぐらしのなく頃に解 - 企画
- シグルイ - エグゼクティブプロデューサー
- 灼眼のシャナII - 企画
- ef - a tale of memories. - 企画

2008年
- 破天荒遊戯 - 企画
- BUS GAMER - 企画
- アリソンとリリア - 企画
- To LOVEる -とらぶる- - 企画
- あまつき - 企画
- 仮面のメイドガイ - 企画
- 隠の王 - 企画
- 絶対可憐チルドレン - 製作委員会
- 魔法遣いに大切なこと〜夏のソラ〜 - 企画
- ワールド・デストラクション 〜世界撲滅の六人〜 - エグゼクティブプロデューサー
- 乃木坂春香の秘密 - 企画
- キャシャーン Sins - エグゼクティブプロデューサー
- ケメコデラックス! - 企画
- イナズマイレブン - 製作委員会
- ef - a tale of melodies. - 企画
- とある魔術の禁書目録 - 企画

2009年
- マリア様がみてる 4thシーズン - 企画
- RIDEBACK - エグゼクティブプロデューサー
- ハヤテのごとく!! - 製作委員会
- 初恋限定。 - 企画
- うみねこのなく頃に - 企画
- よくわかる現代魔法 - 企画
- 戦う司書 The Book of Bantorra - 企画
- とある科学の超電磁砲 - 企画
- 乃木坂春香の秘密 ぴゅあれっつぁ♪ - 企画
- まほろまてぃっく特別編 ただいま◆おかえり - 企画

2010年
- れでぃ×ばと! - 企画
- 会長はメイド様! - 企画
- 薄桜鬼 - 企画
- 迷い猫オーバーラン! - 企画
- 学園黙示録 HIGHSCHOOL OF THE DEAD - 企画
- もっとTo LOVEる -とらぶる- - 企画
- 薄桜鬼 碧血録 - 企画
- 神のみぞ知るセカイ - 企画、製作委員会
- とある魔術の禁書目録II - 企画
- Starry☆Sky - 企画

2011年
- ロウきゅーぶ! - 企画
- 神様のメモ帳 - 企画
- 灼眼のシャナIII -Final- - 企画

2012年
- アクセル・ワールド - 企画
- アルカナ・ファミリア -La storia della Arcana Famiglia- - 企画
- カンピオーネ! 〜まつろわぬ神々と神殺しの魔王〜 - 企画
- ジョジョの奇妙な冒険 - 企画
- リトルバスターズ! - 企画

2013年
- とある科学の超電磁砲S - 企画
- ロウきゅーぶ!SS - 企画
- ストライク・ザ・ブラッド - 企画
- リトルバスターズ! 〜Refrain〜 - 企画

2014年
- selector infected WIXOSS - 企画
- ジョジョの奇妙な冒険 スターダストクルセイダース - 企画
- 白銀の意思 アルジェヴォルン - 企画
- テラフォーマーズ - 企画
- selector spread WIXOSS - 企画
- SHIROBAKO - 企画

2015年
- ダンジョンに出会いを求めるのは間違っているだろうか - 企画
- 食戟のソーマ - 企画
- 放課後のプレアデス - 企画
- GATE 自衛隊 彼の地にて、斯く戦えり - 企画
- 監獄学園 - 企画
- 赤髪の白雪姫 - 企画
- ヘヴィーオブジェクト - 企画

2016年
- 少女たちは荒野を目指す - 企画
- ジョジョの奇妙な冒険 ダイヤモンドは砕けない - 企画
- テラフォーマーズ リベンジ - 企画
- 食戟のソーマ 弐ノ皿 - 企画
- ねじ巻き精霊戦記 天鏡のアルデラミン - 企画
- モブサイコ100 - 企画
- 12歳。〜ちっちゃなムネのトキメキ〜 - エグゼクティブプロデューサー（第13話 - 第24話）
- 競女!!!!!!!! - 企画
- Lostorage incited WIXOSS - 企画

2017年
- 風夏 - 企画
- スクールガールストライカーズ Animation Channel - 企画
- MARGINAL#4 KISSから創造るBig Bang - 企画
- 覆面系ノイズ - 企画
- ソード・オラトリア ダンジョンに出会いを求めるのは間違っているだろうか外伝 - 企画
- RWBY Volume 1-3: The Beginning - エグゼクティブ・プロデューサー
- 食戟のソーマ 餐ノ皿 - 企画

2018年
- 博多豚骨ラーメンズ - 企画
- キャプテン翼 - 企画
- Lostrage conflated WIXOSS - 企画
- ひそねとまそたん - 製作
- 天狼 Sirius the Jaeger - 企画
- ハイスコアガール - 企画
- とある魔術の禁書目録III - 企画
- ジョジョの奇妙な冒険 黄金の風 - 企画

2019年
- モブサイコ100 II - 企画
- とある科学の一方通行 - 企画
- ダンジョンに出会いを求めるのは間違っているだろうかII - 企画
- 食戟のソーマ 神ノ皿 - 企画
- ハイスコアガールII - 企画

2020年
- 映像研には手を出すな! - 企画
- とある科学の超電磁砲T - 企画
- 食戟のソーマ 豪ノ皿 - 企画
- ダンジョンに出会いを求めるのは間違っているだろうかIII - 企画
- 100万の命の上に俺は立っている - 企画
- トニカクカワイイ - 企画

2021年
- WIXOSS DIVA(A)LIVE - 企画

2022年
- ジョジョの奇妙な冒険 ストーンオーシャン - 企画
- ドールズフロントライン - 企画
- 処刑少女の生きる道 - 企画
- RWBY 氷雪帝国 - 企画

### Webアニメ
2015年
- RWBY（日本語版） - エグゼクティブ・プロデューサー

2021年
- 終末のワルキューレ - 製作

### OVA
2005年
- 撲殺天使ドクロちゃん - 企画

2006年
- HELLSING - エグゼクティブプロデューサー（第1話 - 第7話）
- 大魔法峠 - 企画
- BALDR FORCE EXE RESOLUTION - 企画
- マリア様がみてる 3rdシーズン - 企画

2007年
- 苺ましまろ - 企画
- OVA ToHeart2 - エグゼクティブプロデューサー
- テイルズ オブ シンフォニア THE ANIMATION - 企画
- 撲殺天使ドクロちゃん2 - 企画
- こはるびより - 企画

2008年
- よつのは - 企画
- ToHeart2ad - エグゼクティブプロデューサー
- switch - 企画

2009年
- ひぐらしのなく頃に礼 - 企画
- ToHeart2 adplus - エグゼクティブプロデューサー
- To LOVEる -とらぶる- OVA - 企画
- OVA うたわれるもの - エグゼクティブプロデューサー
- 灼眼のシャナS - 企画

2010年
- ムダヅモ無き改革 -The Legend of KOIZUMI- - 企画
- テイルズ オブ シンフォニア THE ANIMATION（第2期） - 企画
- BLACK LAGOON Roberta's Blood Trail - 企画
- ToHeart2 adnext - エグゼクティブプロデューサー
- とある科学の超電磁砲 OVA - 企画

2011年
- テイルズ オブ シンフォニア THE ANIMATION（第3期） - 企画

2012年
- 乃木坂春香の秘密 ふぃな～れ♪ - 企画

2014年
- テラフォーマーズ - 企画

2015年
- ストライク・ザ・ブラッド OVA - 企画

2016年
- ストライク・ザ・ブラッド II - 企画

2017年
- 岸辺露伴は動かない - 企画

2018年
- ストライク・ザ・ブラッド III - 企画

2020年
- ストライク・ザ・ブラッド 消えた聖槍篇 - 企画
- ストライク・ザ・ブラッド IV - 企画

2022年
- ストライク・ザ・ブラッド FINAL - 企画

### アニメ映画
1997年
- 天地無用! 真夏のイヴ - アシスタントプロデューサー

1999年
- 天地無用! TENCHI MUYO in LOVE 2 遥かなる想い - 製作

2007年
- 劇場版 灼眼のシャナ - 製作

2010年
- 劇場版 Fate/stay night UNLIMITED BLADE WORKS - 企画
- 劇場版イナズマイレブン 最強軍団オーガ襲来 - 製作

2013年
- 劇場版 とある魔術の禁書目録 -エンデュミオンの奇蹟- - 企画

2016年
- 劇場版selector destructed WIXOSS - 企画
- アクセル・ワールド INFINITE∞BURST - 製作委員会

2017年
- 劇場版 はいからさんが通る 前編 〜紅緒、花の17歳〜 - エグゼクティブプロデューサー

2018年
- 劇場版 はいからさんが通る 後編 〜花の東京大ロマン〜 - 企画

2019年
- 劇場版 ダンジョンに出会いを求めるのは間違っているだろうか -オリオンの矢- - 製作委員会

### 実写映画
2007年
- 愛の言霊 - 製作

2008年
- キズモモ。 - 製作
- 魔法遣いに大切なこと - 製作代表

2009年
- Departed to the future - 企画
- ひぐらしのなく頃に 誓 - 製作委員会

2010年
- リアル鬼ごっこ2 - 製作委員会
- 愛の言霊 〜世界の果てまで〜 - 製作
- 純情 - 製作